# آغادده بلاغی تپه سی
آغادده بلاغی تپه سی مربوط به عصر مفرغ - عصر آهن است و در شهرستان بیله‌سوار، بخش قشلاق دشت، دهستان قشلاق جنوبی، روستای قشلاق تزه آباد واقع شده و این اثر در تاریخ ۱۲ شهریور ۱۳۸۶ با شمارهٔ ثبت ۱۹۴۱۸ به‌عنوان یکی از آثار ملی ایران به ثبت رسیده است.